# Fontenay-Saint-Père
Fontenay-Saint-Père é uma comuna francesa na região administrativa da Île-de-France, no departamento de Yvelines. A comuna possui 927 habitantes segundo o censo de 1990.